# Neoplan N4021
De Neoplan N4021 is een lagevloer gelede stadsbus, die van 1990 tot 1999 werd geproduceerd door Neoplan-Auwärter. Aanvankelijk werden de bussen gebouwd in Stuttgart in Duitsland, maar later werden de bussen ook gebouwd in Polen. De bus is de grotere versie van de Neoplan N4016, Neoplan N4009 midibus en de Neoplan N4020 15m bus.

## Inzet
De meeste exemplaren van de N4021 zijn geleverd aan een groot aantal vervoerbedrijven in Duitsland. Ook in Nederland komen enkele exemplaren voor. In Nederland werden 2 bussen gekocht door South West Tours. Deze bussen waren tweedehands gekocht en waren afkomstig van de stadsvervoerder van Bremen, BSAG. De bussen worden gebruikt op scholierenlijnen in Overijssel in opdracht van Syntus.
| Land      | Bedrijf          | Serie     | Aantal | Bouwjaar | Inzet                       | Opmerking               |
| --------- | ---------------- | --------- | ------ | -------- | --------------------------- | ----------------------- |
| Duitsland | BSAG             | 4751-4768 | 18     | 1998     | Bremen                      | Buiten dienst/afgevoerd |
| Duitsland | BSAG             | 4801-4880 | 80     | 1994     | Bremen                      | Buiten dienst/afgevoerd |
| Duitsland | BSAG             | 4901-4936 | 36     | 1987     | Bremen                      | Buiten dienst/afgevoerd |
| Duitsland | BSAG             | 4937-4939 | 3      | 1990     | Bremen                      | Buiten dienst/afgevoerd |
| Duitsland | BSAG             | 4940-4949 | 10     | 1991     | Bremen                      | Buiten dienst/afgevoerd |
| Duitsland | BSAG             | 4950-4953 | 4      | 1992     | Bremen                      | Buiten dienst/afgevoerd |
| Duitsland | BSAG             | 4998      | 1      | 1993     | Bremen                      | Buiten dienst/afgevoerd |
| Nederland | South West Tours | 72-73     | 2      | 1994     | Scholierenlijnen Overijssel | Ex-BSAG 4808 en 4819    |

## Trivia
- De eerste bussen die in Duitsland werden geproduceerd, werden geïdentificeerd als Neoplan N 421.
- De opvolger Neoplan N4421 wordt sinds 1998 geproduceerd. Echter kwam er vanuit de Poolse fabriek Neoplan Polen een andere opvolger. Omdat Neoplan Polen in 2001 overging in Solaris Bus & Coach en in 1999 een eigen model uitbracht werd de opvolger van de Neoplan N 4021td daar de Solaris Urbino 18.